# ナビル・フェキル
ナビル・フェキル（Nabil Fekir, 1993年7月18日 - ）は、フランス・リヨン出身の同国代表サッカー選手。アル・ジャジーラ・クラブ所属。ポジションはMF、FW。
オリンピック・リヨンの下部組織を経て、2013年にトップチームへと昇格。トップチーム2シーズン目からレギュラーに定着し、同シーズンにはリーグ・アン年間最優秀若手選手を受賞した。リヨンでは公式戦通算192試合に出場し、69得点を記録。2017年から2019年まではクラブのキャプテンも務めた。
フランス代表での初キャップは2015年に記録し、2018 FIFAワールドカップの優勝メンバーでもある。

## クラブ経歴

### リヨン
2011年にオリンピック・リヨンの下部組織に入団する。2013年にトップチームに昇格し、8月28日、UEFAチャンピオンズリーグ 2013-14プレーオフのレアル・ソシエダ戦でヤシン・ベンジアとの交代途中出場でプロデビューを果たした。
8月31日、エヴィアン・トノン・ガイヤールFC戦でリーグ・アンデビューを果たした。2014年4月27日、SCバスティア戦でプロ初ゴールを記録した。2015年にはリーグ・アン年間最優秀若手選手賞受賞。

### ベティス
2019 年7月22日、レアル・ベティスと4年契約を締結した。同年8月18日、レアル・バリャドリードとの試合にて先発フル出場したことで、ラ・リーガ初出場を果たした。ラ・リーガ初得点は1週間後のFCバルセロナ戦で挙げたが、試合には2-5で大敗した。
2022年1月13日、クラブとの契約を2026年まで延長した。

## 代表経歴
フランス代表として、2015年3月26日、ブラジルとの親善試合にてアントワーヌ・グリーズマンとの交代途中出場でA代表デビューを果たした。同年6月7日のベルギーとの親善試合で代表初得点を挙げた。
2018年5月17日、2018 FIFAワールドカップに臨むフランス代表メンバーの23人に選出された。クロアチア代表との決勝戦では、オリヴィエ・ジルーとの途中交代で試合終了前の9分間のみ出場し、4-2での勝利をピッチの上で味わった。

## 所属クラブ
- オリンピック・リヨンB 2011-2014
- オリンピック・リヨン 2013-2019
- レアル・ベティス 2019-2024
- アル・ジャジーラ・クラブ 2024-

## 個人成績

### クラブ
2023年7月1日現在
| クラブ       | シーズン     | リーグ         | リーグ | リーグ | カップ | カップ | リーグカップ | リーグカップ | 国際大会 | 国際大会 | その他 | その他 | 通算 | 通算 |
| クラブ       | シーズン     | ディヴィジョン | 出場   | 得点   | 出場   | 得点   | 出場         | 得点         | 出場     | 得点     | 出場   | 得点   | 出場 | 得点 |
| ------------ | ------------ | -------------- | ------ | ------ | ------ | ------ | ------------ | ------------ | -------- | -------- | ------ | ------ | ---- | ---- |
| リヨン       | 2013-14      | リーグ・アン   | 11     | 1      | 0      | 0      | 2            | 0            | 4        | 0        | -      | -      | 17   | 1    |
| リヨン       | 2014-15      | リーグ・アン   | 34     | 13     | 2      | 2      | 1            | 0            | 2        | 0        | -      | -      | 39   | 15   |
| リヨン       | 2015-16      | リーグ・アン   | 9      | 4      | 0      | 0      | 0            | 0            | 0        | 0        | -      | -      | 9    | 4    |
| リヨン       | 2016-17      | リーグ・アン   | 32     | 9      | 2      | 1      | 1            | 0            | 13       | 4        | 1      | 0      | 49   | 14   |
| リヨン       | 2017-18      | リーグ・アン   | 30     | 18     | 2      | 2      | 0            | 0            | 8        | 3        | -      | -      | 40   | 23   |
| リヨン       | 2018-19      | リーグ・アン   | 29     | 9      | 3      | 0      | 1            | 0            | 6        | 3        | -      | -      | 39   | 12   |
| リヨン       | クラブ通算   | クラブ通算     | 145    | 54     | 9      | 5      | 5            | 0            | 33       | 10       | 1      | 0      | 193  | 69   |
| ベティス     | 2019-20      | ラ・リーガ     | 32     | 7      | 1      | 0      | -            | -            | -        | -        | -      | -      | 33   | 7    |
| ベティス     | 2020-21      | ラ・リーガ     | 33     | 5      | 5      | 0      | -            | -            | -        | -        | -      | -      | 38   | 5    |
| ベティス     | 2021-22      | ラ・リーガ     | 34     | 6      | 6      | 2      | -            | -            | 7        | 2        | -      | -      | 47   | 10   |
| ベティス     | 2022-23      | ラ・リーガ     | 15     | 2      | 1      | 1      | -            | -            | 3        | 2        | 1      | 1      | 20   | 6    |
| ベティス     | クラブ通算   | クラブ通算     | 114    | 20     | 13     | 3      | 0            | 0            | 10       | 4        | 1      | 1      | 138  | 28   |
| キャリア通算 | キャリア通算 | キャリア通算   | 259    | 74     | 22     | 8      | 5            | 0            | 43       | 15       | 2      | 1      | 331  | 97   |

## 代表歴

### 出場大会
- フランス代表
  - 2018 FIFAワールドカップ

### 試合数
- 国際Aマッチ 25試合 2得点（2015年-2020年）[12]

| フランス代表 | 国際Aマッチ | 国際Aマッチ |
| 年           | 出場        | 得点        |
| ------------ | ----------- | ----------- |
| 2015         | 5           | 1           |
| 2016         | 2           | 0           |
| 2017         | 3           | 0           |
| 2018         | 10          | 1           |
| 2019         | 4           | 0           |
| 2020         | 1           | 0           |
| 通算         | 25          | 2           |

## タイトル

### クラブ
レアル・ベティス
- コパ・デル・レイ : 1回 (2021-22)

### 代表
フランス代表
- FIFAワールドカップ : 1回 (2018)

### 個人
- リーグ・アン年間最優秀若手選手 : 1回 (2014-15)
- リーグ・アンシーズンベストイレブン : 2回 (2014-15, 2017-18)
- リーグ・アン月間最優秀選手賞 : 1回 (2017年10月)

### 栄典
- レジオンドヌール勲章 (2018)